# Monopterus ichthyophoides
Monopterus ichthyophoides is een straalvinnige vissensoort uit de familie van de kieuwspleetalen (Synbranchidae). De wetenschappelijke naam van de soort is voor het eerst geldig gepubliceerd in 2011 door Britz, Lalremsanga, Lalrotluanga & Lalramliana.